# Butterfly World Tour
Butterfly World Tour foi a terceira turnê musical da cantora e compositora norte-americana Mariah Carey, criada no intuito de promover seu sexto álbum de estúdio Butterfly, incluindo também várias canções de seus trabalhos anteriores. A turnê passou pela Ásia, Austrália e Estados Unidos, com os ensaios feitos em dezembro de 1997. A partir de 11 de janeiro de 1998 a cantora fez cinco concertos na Ásia, seis na Austrália, e um no Havaí, Estados Unidos. Durante toda a turnê, Carey usou variados penteados de cabelo e figurinos, mudando também, ao decorrer, suas canções. A Butterfly World Tour foi muito bem sucedida, os ingressos para as quatro datas no maior estádio do Japão, Tokyo Dome, esgotaram mais de 200,000 bilhetes em menos de uma hora, quebrando o recorde anterior, tendo no estádio o concerto mais vendido de sua história.
A turnê foi gravada no formato de VHS, e foi intitulada como Around the World. O vídeo contou com apresentações ao vivo da cantora em diferentes locais em todo o mundo, incluindo Nova Iorque, Japão, Havaí e Brisbane. Outras cenas são incluídas, como uma conversa entre Carey e Brenda K. Starr antes de cantar "I Still Believe". Antes da apresentação na Austrália, uma cena da artista nadando com golfinhos é mostrada. Além disso, Olivia Newton-John faz uma aparição durante o dueto na canção "Hopelessly Devoted to You". O lançamento em vídeo foi bem sucedido comercialmente, sendo certificado com disco de platina nos Estados Unidos pela Recording Industry Association of America (RIAA) e com disco de ouro no Brasil pela Associação Brasileira dos Produtores de Discos (ABPD).

## Antecedentes
Desde a sua estreia em 1990, Carey não havia embarcado em turnê até a Music Box Tour, para a promoção se seu terceiro álbum de estúdio Music Box (1993), que visitou seis cidades nos Estados Unidos. A noite de abertura da turnê recebeu críticas negativas, principalmente pelo medo que a cantora tinha dos palcos e a incapacidade de fazer uma conexão com o público. As noites posteriores foram mais bem avaliadas, com os críticos aprovando os vocais de Carey. Pareles Jon do The New York Times escreveu sobre os vocais ao vivo da artista: "Sem dúvida, a voz da senhorita Carey não é feita em estúdio. Seu alcance varia de um contralto rico e robusto até notas altas ouvidas a uma longa distância; ela sabe prolongar movimentos sensuais, rugir com uma confiança brincalhona e mudar uma música como uma cantora de jazz." No entanto, após a grande atenção da mídia, Carey não visitou os Estados Unidos com sua turnê Daydream World Tour (1996), que foi muito bem sucedida e visitou apenas a Europa e Ásia. A turnê recebeu elogios da crítica por parte dos opinadores e fãs, também quebrando os registros de venda de ingressos. O terceiro concerto da cantora no maior estádio do Japão, Tokyo Dome, esgotou em menos de três horas, o que equivale a mais de 150 mil ingressos, estabelecendo o recorde de vendas de ingressos mais rápido na história japonesa. Na Butterfly World Tour, a artista quebrou este recorde, vendendo 200 mil ingressos em menos de uma hora. Em 1997, após o lançamento comercialmente e criticamente bem sucedido do álbum Butterfly, Carey não planejava fazer uma turnê, devido as longas viagens e pressão sobre a sua voz. No entanto, devido ao grande número de pedidos de fãs, ela concordou em visitar a Ásia, mais uma vez, apenas estendendo a turnê para Taiwan e Austrália, bem como um último concerto nos Estados Unidos. Os ensaios para a Butterfly World Tour começaram pouco depois do Natal de 1997, que foi prorrogado por um período de duas semanas.

## Sinopse
O concerto começa com Carey em pé em uma pequena elevação central no palco, cercado por várias longas cortinas adornadas. A cantora é acompanhada por três vocalistas de fundo durante todo o concerto: Trey Lorenz, Melodie Daniels e Kelly Price. A introdução começa com "Emotions", cada uma das cortinas são lentamente abertas, revelando a artista no topo da plataforma, usando um mini-vestido bege, uma blusa da mesma cor e saltos agulha. Quando ela começa a apresentar "Emotions", a plataforma é abaixada de modo que ela possa ter acesso as outras partes do palco durante a atuação da canção. Depois de uma atuação íntima, as luzes se apagam para "The Roof (Back in Time)", Carey é acompanhada no palco por um guitarrista peruano, que toca sua guitarra com inspiração latina em sua apresentação de "My All". Depois, a artista canta "Close My Eyes", enquanto estava sentada. Durante a canção, vários dançarinos do sexo masculino realizam uma coreografia de dança lenta e ampla por trás dela em um nível superior do palco.
Para a segunda parte do concerto, Carey faz a segunda mudança de figurino da noite, vestindo um longo vestido de paetês preto e cabelo semi-arreliado. Para cantar "Dreamlover", a artista é acompanhada por três mulheres como bailarinas de apoio, que acompanham suas coreografia de dança durante a música. A próxima canção do alinhamento de faixas é "Hero", que conta com a artista sozinha no palco, sem qualquer vocal de apoio. Após o desempenho da canção, Carey é acompanhada no palco por Lorenz, que ao lado dela, cantam "I'll Be There". Em seguida, a cantora canta "Make It Happen", na qual ela muda mais uma vez de figurino. Ela veste uma mini-saia curta, acompanhada de uma blusa branca sem mangas e cachos dourados soltos. No palco, a intérprete é acompanhada por um enorme coro de igreja, todos vestidos com roupas pretas longas. Após o recital da canção, Carey apresenta "One Sweet Day", ao lado de um vídeo previamente gravado pelos Boyz II Men durante sua apresentação ao vivo da canção com a cantora no Madison Square Garden em 1995.
Depois de completar a música, a intérprete muda sua roupa para uma calça jeans e um top. Sua próxima apresentação é "Fantasy" remix, com Ol' Dirty Bastard em um grande telão atrás do palco, com Carey realizando a canção dançando com uma cadeira ao lado de várias bailarinos do sexo masculino. O desempenho da coreografia apresentada é a mais complexa da turnê. Depois de uma apresentação discreta de "Babydoll" ou "Whenever You Call" em outros países, a cantora é mais uma vez acompanhada por vários dançarinos, enquanto canta "Honey", reencenavam o vídeo da música durante uma pequena sátira. Carey novamente muda o figurino para um conjunto bege semelhante a uma roupa usada antes, realizando o seu single de estreia, "Vision of Love". A canção final da turnê é "Butterfly", que conta com grandes fotos de borboletas e flores projetadas sobre a tela grande por trás da artista. Ela veste um longo vestido marrom de paetês para a apresentação, sendo acompanhada no palco mais uma vez pelo seu trio de backvocals. Durante os concertos no Japão, Carey cantou seu clássico de Natal "All I Want for Christmas Is You", ao lado de diversos bailarinos masculinos e femininos no palco que realizaram a coreografia ao lado da cantora. Durante a canção, a intérprete usou um terno de Papai Noel e um chapéu combinando, ao mesmo tempo sendo realizado em um grande palco suportado pelos dançarinos.

## Recepção, gravação e transmissão
Praticamente todos os concertos da turnê tiveram seus ingressos esgotados. Os quatro concertos realizados no maior estádio do Japão, o Tokyo Dome, quebraram o recorde anterior de Carey nas vendas de ingressos, vendendo todos os 200 mil ingressos em menos de uma hora. Além disso, toda os ingressos australianos foram vendidos em poucas horas, levando-a estender a turnê a mais uma data nos Estados Unidos. O concerto com capacidade para 50.000 no Havaí no Aloha Stadium também foram todos vendidos, fazendo dela uma das poucas a vender todos os ingressos na história do estádio. Além de seu sucesso comercial, fãs e críticos ficaram entusiasmados com o visual da turnê, bem como o vocal da cantora.
Durante a turnê, várias cenas das apresentações foram filmadas e posteriormente editadas em um VHS e DVD, intitulado Around the World. O VHS contou com os concertos no Tokyo Dome, Aloha Stadium, bem como algumas outras paródias e cenas que foram mais tarde apresentadas no VHS. A primeira parte do vídeo começa com uma apresentação no Havaí, onde recitais da canção são cortadas em metades, excluindo o segundo verso e o refrão para encurtar a duração do vídeo. Posteriormente, a apresentação de "My All" foi dividida entre as cenas do Japão e Taipé. Após a conclusão da música, cenas de Carey conversando com Brenda K. Starr são mostradas, o que, eventualmente, leva uma homenagem a ela em um pequeno e íntimo New York clube, onde Carey apresenta "I Still Believe". Logo após, o desempenho da intérprete no Japão, com Lorenz para "I'll Be There" é apresentado, seguido da cena em que a artista nada com os golfinhos na Austrália. A próximo apresentação do vídeo é versão ao vivo de "Hopelessly Devoted To You" por Carey, onde é acompanhada por Olivia Newton-John no palco, em Melbourne. Uma cena aonde há muitos fãs fora de um estúdio de Nova Iorque é mostrado, seguido de uma apresentação de "Whenever You Call", "Honey" e "Hero" no Aloha Stadium. O VHS foi um sucesso comercial, sendo disco de platina pela Recording Industry Association of America (RIAA), com vendas denotadas a mais de 100.000 unidades. O vídeo também foi certificado disco de ouro no Brasil pela Associação Brasileira dos Produtores de Discos (ABPD).

## Repertório
Três repertórios foram organizados para a turnê, geralmente sendo alterados apenas no final deles. No Japão, os concertos foram encerrados com a canção "All I Want for Christmas Is You" e nos Estados Unidos, Twain e Austrália com o remix "Butterfly Outro".
1. Introduction (contém trechos de "Looking In" e "Butterfly")
2. "Emotions"
3. "The Roof (Back in Time)"
4. "My All"
5. "Close My Eyes"
6. "Daydream Interlude (Fantasy Sweet Dub Mix)" (intervalo com dançarinos)
7. "Dreamlover"
8. "Hero" (The final number in Honolulu)
9. "I'll Be There" (com Trey Lorenz)
10. "Make You Happy" (performada por Trey Lorenz)
11. "Make It Happen"
12. "One Sweet Day" (com Boyz II Men por video pre-gravado)
13. "Ain't Nobody" (intervalo com a banda)
14. "Fantasy" (Bad Boy Remix com vídeo pré-gravado por O.B.D.)
15. "Whenever You Call"
16. "Honey" (Bad Boy Remix com vídeo pré-gravado por Ma$e)
17. "Vision of Love"
18. "Butterfly"
19. "Without You" (Somente em Taipé)
20. "Butterfly Outro"

1. Introduction (contém trechos de "Looking In" e "Butterfly")
2. "Emotions"
3. "The Roof (Back in Time)"
4. "My All"
5. "Close My Eyes"
6. "Daydream Interlude (Fantasy Sweet Dub Mix)" (intervalo com dançarinos)
7. "Dreamlover"
8. "Hero" (The final number in Honolulu)
9. "I'll Be There" (com Trey Lorenz)
10. "Make You Happy" (performada por Trey Lorenz)
11. "Make It Happen"
12. "One Sweet Day" (com Boyz II Men por video pre-gravado)
13. "Ain't Nobody" (intervalo com a banda)
14. "Fantasy" (Bad Boy Remix com vídeo pré-gravado por O.B.D.)
15. "Whenever You Call"
16. "Honey" (Bad Boy Remix com vídeo pré-gravado por Ma$e)
17. "Vision of Love"
18. "Butterfly"
19. "Without You" (Somente em Taipé)
20. "Butterfly Outro"
21. "All I Want for Christmas Is You"

1. Introduction (contém trechos de "Looking In" e "Butterfly")
2. "Emotions"
3. "The Roof (Back in Time)"
4. "My All"
5. "Close My Eyes"
6. "Daydream Interlude (Fantasy Sweet Dub Mix)" (intervalo com dançarinos)
7. "Dreamlover"
8. "Hero" (The final number in Honolulu)
9. "I'll Be There" (com Trey Lorenz)
10. "Make You Happy" (performada por Trey Lorenz)
11. "Make It Happen"
12. "One Sweet Day" (com Boyz II Men por video pre-gravado)
13. "Ain't Nobody" (intervalo com a banda)
14. "Fantasy" (Bad Boy Remix com vídeo pré-gravado por O.B.D.)
15. "Hopelessly Devoted to You" (com Olivia Newton John) (Somente em Melbourne)
16. "Whenever You Call"
17. "Honey" (Bad Boy Remix com vídeo pré-gravado por Ma$e)
18. "Breakdown"
19. "Vision of Love"
20. "Butterfly"
21. "Without You" (Somente em Taipé)
22. "Butterfly Outro"

## Datas da turnê
| Ásia                    |           |                |                               |
| Data                    | Cidade    | País           | Lugar                         |
| 11 de janeiro de 1998   | Tóquio    | Japão          | Tokyo Dome                    |
| 14 de janeiro de 1998   | Tóquio    | Japão          | Tokyo Dome                    |
| 17 de janeiro de 1998   | Tóquio    | Japão          | Tokyo Dome                    |
| 20 de janeiro de 1998   | Tóquio    | Japão          | Tokyo Dome                    |
| 24 de janeiro de 1998   | Taipé     | Ilha Formosa   | Taipei Municipal Stadium      |
| Oceania                 |           |                |                               |
| Data                    | Cidade    | País           | Lugar                         |
| 31 de janeiro de 1998   | Brisbane  | Austrália      | Brisbane Entertainment Centre |
| 2 de fevereiro de 1998  | Sydney    | Austrália      | Sydney Entertainment Centre   |
| 6 de fevereiro de 1998  | Sydney    | Austrália      | Sydney Entertainment Centre   |
| 10 de fevereiro de 1998 | Perth     | Austrália      | Burswood Dome                 |
| 13 de fevereiro de 1998 | Melbourne | Austrália      | Rod Laver Arena               |
| 16 de fevereiro de 1998 | Melbourne | Austrália      | Rod Laver Arena               |
| América do Norte        |           |                |                               |
| Data                    | Cidade    | País           | Lugar                         |
| 21 de fevereiro de 1998 | Honolulu  | Estados Unidos | Aloha Stadium (DVD Taping)    |

## Créditos de elaboração
Lista-se abaixo os profissionais envolvidos na elaboração da "Butterfly World Tour".
- Walter Afanasieff - diretor, teclado
- Dan Shea - teclado
- Vernon Black - guitarra
- Randy Jackson - baixo
- Gigi Conway - bateria
- Peter Michael - percussão
- Gary Cirimelli - sequenciador
- Trey Lorenz - Vocais, backing vocal
- Kelly Price - backing vocal
- Cheree Price - backing vocal
- Melodie Daniels - backing vocal
- Cindy Mizelle - backing vocal